# نقد الرجال
نقد الرجال، كتاب شيعي اثنا عشري في علم الرجال ألّفه مصطفى بن الحسين التفرشي من علماء القرن الحادي عشر الهجري، حيث ذكر فيه الأقوال المختلفة في هذا العلم وقام بدراستها ونقدها. اعتبره علماء الشيعة من الكتب الدقيقة في هذا العلم، ومن أحسن الآثار فيه، وقد قام علماء الإمامية بكتابة الحواشي والشروح عليه، كمحمد تقي المجلسي، ونعمة الله الجزائري.

## مؤلف الكتاب
مؤلّف الكتاب هو مصطفى بن الحسين الحسيني التفرشي، من علماء الرجال في القرن العاشر والحادي عشر الهجري، ومن تلامذة عبد الله الشوشتري، -أستاذ محمد تقي المجلسي - وحصل على إجازة الرواية منه ومن علي الكركي، وقد اعتبره علماء السيرة من ذوي المهارة في علم الرجال، كما اعترف بذلك أستاذه عبد الله الشوشتري.

## المحتويات
أَورد التفرشي في نقد الرجال أسماء 6604 من رُواة الأحاديث على ترتيب الهجاء، وأتى بعبارات العلماء في جرح أو تعديل أو إهمال كلّ منهم، وبيّن في خاتمة الكتاب ست مسائل رجالية كالآتي:
- ألقاب الأئمة عند الرجاليين
- أسماء المعصومين، وألقابهم، وتاريخ ميلاد ووفاة كلّ منهم وكذلك مدّة أعمارهم
- المراد من «العِدة» في كتاب الكافي
- وذكر من روى عنه الطوسي والصدوق
- مدى اعتبار أحاديث أصول الحديث
- طريق المصنّف في الرواية عن الكليني، والطوسي، والصدوق، والمفيد.[7]

## الميزات
بحسب ما ذكره آغا بزرك الطهراني أُلِّف الكتاب في سنة 1015 هـ، ومن وجهة نظر علماء الرجال يُعتبر الكتاب من الكتب الدقيقة في علم الرجال، ومن أحسن الآثار فيه، وقد ذكر المؤلف الأقوال المختلفة بشكل مختصر وجامع ومنظم، ثم قام بدراستها ونقدها، ولم ينقص في نقل الأقوال مِن شيء، ولم يغيّرها، وقام بنقد أدلة علماء الرجال في توثيق أو تضعيف الرواة، وذكر مشايخ (أساتيذ) وتلاميذ كلّ واحد من الرواة، ودقَّق في اختلاف النُّسخ، واجتهد في التسجيل الصحيح لأسامي الرواة.

## الشروح والحواشي
يُقال إن الكتاب سرعان ما لفت أنظار علماء الحديث، فقد قام بعضهم بكتابة الحاشية عليه في زمن حياة المؤلف، واستمرّت كتابة الحواشي، والشروح، والتتمّات، في العصور المختلفة، وهذا يشير إلى انتشاره في تلك العصور، وقد ذكر آغا بزرك الطهراني سبع حواش له، ومنها ما يلي:
- حاشية محمد تقي المجلسي (ت: 1070 هـ)
- حاشية عناية الله القهبائي (القرن 11)
- حاشية نعمة الله الجزائري (ت: 1112 هـ)
- حاشية عبد الله الجزائري الشوشتري (ت: 1173 هـ)[10]

## الطبعات
بحسب ما ذكره آغا بزرك الطهراني طبعت نسخة من الكتاب في طهران عام 1318 هـ، وكذلك قامت مؤسسة آل البيت بطبعه عام 1418 هـ في خمس مجلدات.